# Pracowniczy ogród działkowy

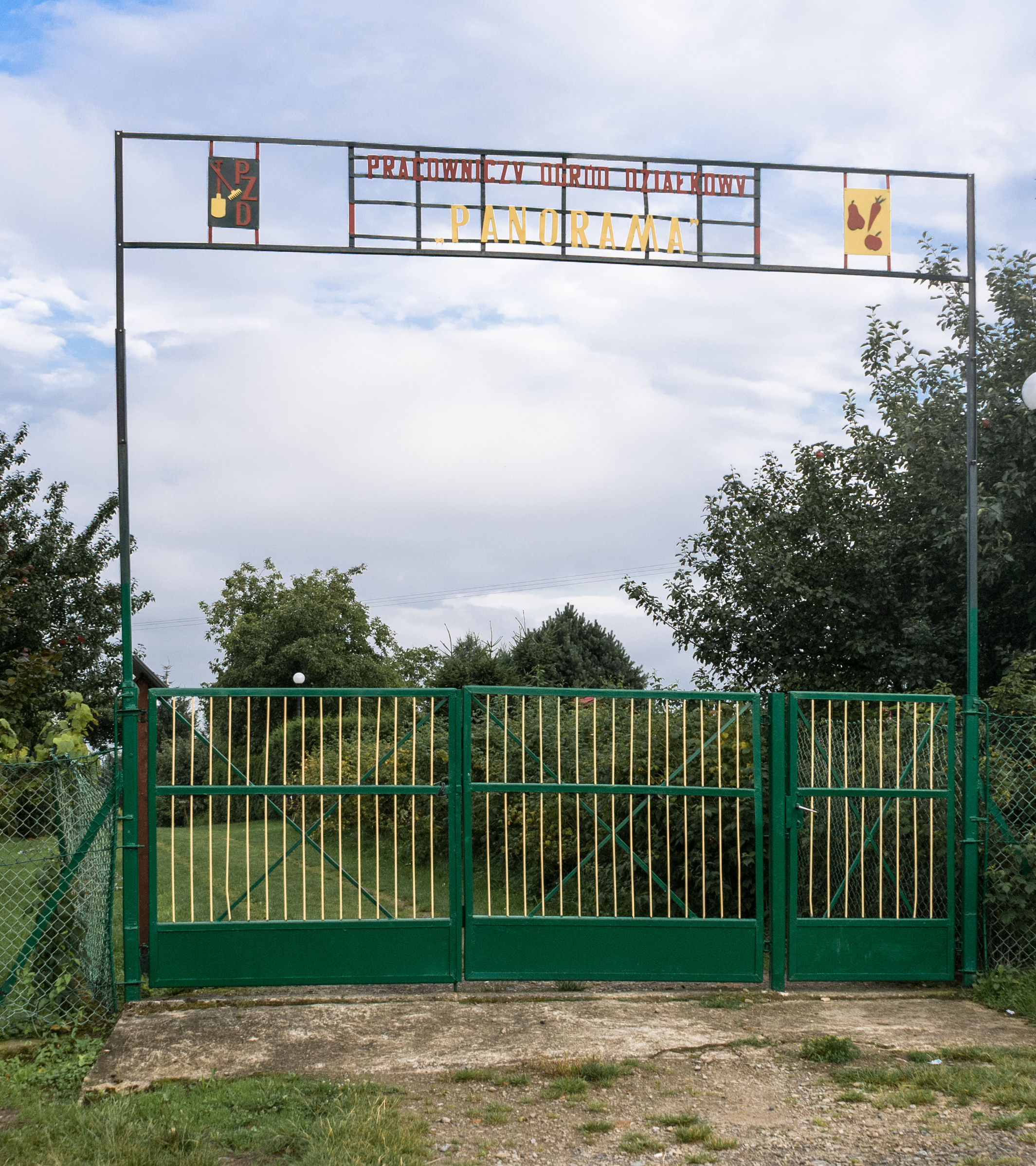
Brama pracowniczego ogrodu działkowego „Panorama” w Krośnie

Pracowniczy ogród działkowy – obszar gruntu rolnego podzielony na działki przeznaczone pod uprawy ogrodowe i oddane w użytkowanie osób fizycznych, wyposażony w urządzenia niezbędne do prowadzenia upraw ogrodowych oraz służący zarazem do wypoczynku użytkowników działek i innych osób.
Pracownicze ogrody działkowe zapewniały ludziom pracy i ich rodzinom aktywny wypoczynek, możliwość prowadzenia upraw ogrodniczych głównie na własne potrzeby, stanowiły składnik terenów zielonych oraz terenów rekreacyjnych. Ogrody te zakładał i prowadził, na zasadzie wyłączności, Polski Związek Działkowców. Zasady zakładania i prowadzenia pracowniczych ogrodów działkowych oraz zasady zrzeszania się użytkowników działek w Polskim Związku Działkowców regulowała ustawa z 6 maja 1981 o pracowniczych ogrodach działkowych.
Obowiązek zapewnienia gruntów na potrzeby pracowniczych ogrodów działkowych ciążył na organach gminy. Organy te, w razie potrzeby, nabywały grunty w drodze wykupu. W zależności od rodzaju i położenia gruntów oraz warunków geodezyjnych powierzchnia działek wynosiła od 300 do 500 m².
W związku z wejściem w życie 21 września 2005 ustawy z 8 lipca 2005  o rodzinnych ogrodach działkowych pojęcie „pracowniczy ogród działkowy” zostało zastąpione przez pojęcie „rodzinny ogród działkowy”. Z dniem wejścia w życie tej ustawy dotychczasowe pracownicze ogrody działkowe stały się rodzinnymi ogrodami działkowymi.